# (8116) Jeanperrin
(8116) Jeanperrin ist ein Asteroid des inneren Hauptgürtels, der am 17. April 1996 vom belgischen Astronomen Eric Walter Elst am La-Silla-Observatorium (IAU-Code 809) der Europäischen Südsternwarte in Chile entdeckt wurde.
Der Asteroid wurde am 11. Februar 1998 nach dem französischen Physiker Jean Perrin (1870–1942) benannt, der 1996 den Nobelpreis für Physik für seine Entdeckung des Sedimentationsgleichgewichts erhielt und mit der Untersuchung der brownschen Bewegung der gelösten Teilchen die Berechnungen und Vorhersagen Albert Einsteins bestätigte und durch die Bestimmung der Avogadro-Konstante einen entscheidenden Beleg für die Teilchennatur der Materie lieferte.